# 贝多芬第31号钢琴奏鸣曲
A♭大調第31号钢琴奏鸣曲，貝多芬第110號作品，是其发表的第31首和倒数第二首鋼琴奏鳴曲。貝多芬在1820至1822年共创作三首钢琴奏鸣曲，本作是第二首，于1821年创作，与作品109号和作品111号组成奏鸣曲集。贝多芬1820年接受委托，1821年下半年开始谱写作品110号，1822年初完成最终修订。作曲家忙于其他作品而且身体状况恶化，导致本作延误。原版1822年经施莱辛格旗下出版社在巴黎和柏林发行，没有附加说明，1823年意大利作曲家穆齐奥·克莱门蒂出版了英语版。
全曲分三个乐章。第一乐章为中板，使用典型的奏鸣曲式，开始于一个如歌的主题。第二乐章采快板，由简洁且幽默的谐谑曲段和三声中部段构成；音乐学家马丁·库珀认为谐谑曲段是以两首民歌为基础创作。第三乐章由对比显著的多个部分组成：开头是缓慢的宣敘調，接下来是“哀伤的咏叙调”、赋格，切回咏叙调，再奏响赋格形成雄浑的尾声。音乐学家、作家威廉·金德曼认为第三乐章的赋格与贝多芬许多晚期作品类似，如《迪亚贝利变奏曲》的小赋格和《庄严弥撒》部分桥段。阿道夫·伯恩哈德·马克思认为第三乐章赋格可比巴赫、亨德尔的同类作品。31号钢琴奏鸣曲赢得好评，是音乐分析的重要主题，唐纳德·托维、丹尼斯·马修斯、查尔斯·罗森均有研究著作面世。阿圖爾·施納貝爾、格连·古尔德、阿尔弗雷德·布伦德尔等钢琴家均有本作录音传世。

## 背景
1819年夏，柏林音乐出版商阿道夫·马丁·施莱辛格派儿子莫里斯拜访贝多芬，希望达成商业合作。两人在奥地利的一个城市默德灵碰面，贝多芬对莫里斯印象很好。经过几轮信件往来，老施莱辛格于1820年4月出价90达克特委托贝多芬创作三首钢琴奏鸣曲，比贝多芬120达克特开价低两成五。贝多芬同年五月同意在三个月内交稿，三首曲目便是他最后的钢琴奏鸣曲，编为作品109、110、111号。
彼时，贝多芬忙于创作《庄严弥撒》（作品123号）等曲目，1820年冬风湿发作，1821年夏又患上黄疸，这些因素导致他无法按期向施莱辛格氏交差。据音乐理论家巴里·库珀所述，作品110号直至1821年下半年方“开始成型”。施莱辛格公司1821年11月出版贝多芬作品109号，双方通信表明作品110号直到同年12月才写完。作曲家签名乐谱标注日期是1821年12月25日，贝多芬此后继续修订第三乐章，直到1822年初才完工。1822年1月贝多芬收到30杜克特报酬，估计誊写乐谱就在这章时间送交施莱辛格公司。
老施莱辛格1822年7月致信贝多芬，确认作品110和111号已在巴黎刻版，这年同时在巴黎和柏林出版，消息9月14日在《法国国家书目》公布。初版乐谱副本早在八月就送到維也納，贝多芬新曲的消息在同月《維也納日報》广而告之。作品110号出版时没有题辞，但有证据表明贝多芬一度打算把110和111号献给好友安东尼·布伦塔诺。1823年2月，贝多芬致信身在伦敦的作曲家费迪南德·里斯，称作品110和111号手稿已寄，请里斯在英国出版。信中还称，伦敦市面已有的作品110号尚有不足，寄出的版本已经修订。穆齐奥·克莱门蒂接受里斯建议买下两首奏鸣曲的英国版权，同年在伦敦出版。

## 曲式
31号奏鸣曲演奏时长约19分钟，分三乐章，施莱辛格原版乐谱把第三乐章拆分成柔板乐章和赋格乐章。鋼琴家阿尔弗雷德·布伦德尔指出，本曲各主题均源自六声音阶，穿插三度和四度音程分隔。曲中反向音程基本贯穿始终，在第二乐章特别明显。
各乐章主题开头的乐句音程范围均为大六度。A♭大調下中音F在奏鸣曲中具有重要地位，既是全曲第一乐句的最高音，也是第二乐章的主音；第二乐章三声中部段和第三乐章钢琴右手声部均以F音开头。

### 第一乐章：富表现力的中板
第一乐章为A♭大调，速度记号为“富表现力的如歌中板”。丹尼斯·马修斯称该乐章采用“井然有序、不出预料的奏鸣曲式”；查尔斯·罗森认为乐章结构具有海顿风格。乐章以“亲切的”呈示部第一主题开头，短暂停留于属七和弦后引出“如歌”主题。经过三十二分音符构成的弱奏琶音过渡段后，引入第二主题群，调性转为A♭大调的属调E♭大调。该主题群包含长倚音，低音声部从E♭逐阶降至G并重复三次，同时旋律声部走高六度。乐章呈示部以十六分音符终止式收尾，随后进入展开部。
展开部中，第一主题以下行模进的形式反复出现，饰以十六分音符装饰音。罗森认为本乐章展开部“极其简单”；唐纳德·托维认为其简洁而巧妙，可比帕德嫩神廟石柱收分。
乐章再现部遵循奏鸣曲式传统。第一主题以主调A♭大调再现，并与琶音过渡动机结合。随后再现的“如歌”主题通过下属音逐渐转入E大调，旋即回归主调A♭大调，引出第二主题群的再现。乐章尾聲采用正格终止。

### 第二乐章：甚快板
第二乐章由f小調的谐谑曲段和D♭大調的三声中部段构成，节奏复杂，包含大量切分和不规则节奏型。托维认为这些不规则节奏是贝多芬有意为之。乐章各小节长度为加沃特舞曲的一半，强拍频率为两倍，所以不属加沃特舞曲；若贝多芬愿意，他完全可以把本乐章写成加沃特舞曲。
本乐章以谐谑曲段开头，速度为“很快的快板”。乐段开头采用六音下行音阶动机；随后四小节弱奏搭配四小节强奏，形成轮唱。马修斯认为此段简洁精练，威廉·金德曼觉得它很风趣。马丁·库珀认为乐段采用《我们的猫生下小猫》和《我是邋遢鬼，你也不例外》两首民歌动机，显现贝多芬幽默曲风的粗放风格。托维认为上述推断未免太想当然，贝多芬在谱写31号奏鸣曲前就曾采用《我们的猫生下小猫》等民歌编排作品，用于支付某出版商数额微小的邮资，表明这些民歌对他而言根本不重要。
谐谑曲段之后是三声中部段，其中“突兀的大跳”与“危机四伏的下行旋律”并置。三声中部段平静结束后再度引出谐谑曲段，并反复一次，第一次反复引出额外的渐慢乐段。几个切分音和弦后，乐章通过低音声部一长段琶音，辟卡迪终止于F大和弦。

### 第三乐章：适中的柔板－不太快的快板
第三乐章由两段缓慢的咏叙调和两段快板赋格穿插而成。布伦德尔认为本乐章分为六段：宣敘調、咏叙调、赋格、咏叙调、赋格倒影、主调织体的结尾。马丁·库珀称此乐章实为两个乐章：柔板乐章和终章。
第二乐章幽默的谐谑曲末尾处渐慢的F大调低音琶音，在本乐章开头解决至B♭小和弦，风格发生突变。经过三小节前奏，乐章转入自由节奏的宣叙调并多次变更速度。接下来开始A♭小調咏叙调，标为“哀歌”，曲调哀惋，并有重复和弦支撑。其旋律轮廓与第二乐章谐谑曲段类似；但托维认为相似性不明显，几乎可以忽略。金德曼、罗森等乐评人认为宣叙调和咏叙调仿佛歌剧，布伦德尔称咏叙调类似巴赫《约翰受难曲》咏叙调《结束了》。《新格罗夫音乐与音乐家辞典》指出，器乐作品罕有标示“咏叙调”记号者，本作是少有的例外。
咏叙调接以三声部赋格，赋格主题由交替出现的三段四度上行和两段三度下行构成。第一乐章第一主题包含了此赋格主题中的元素，马修斯认为第一乐章倒数第三小节中音声部就预示了这段赋格主题的内容。赋格对题音高的变化幅度较主题为小。金德曼称这段赋格与贝多芬后来谱写的《迪亚贝利变奏曲》（作曲120号）中“小赋格”不无相似，亦与同期作品《庄严弥撒》选段《神羔》和《垂赐平安》类似。格连·古尔德认为31号奏鸣曲倾向“抒情，如田园诗般引人沉思”，他把此段赋格与29号奏鸣曲充满暴力但严守规则、“展现贝多芬狂暴有力一面”的赋格对比。
赋格被A♭大调的属七和弦打断，随后通过g小和弦第二转位转入g小调，导入第二段咏叙调。此段咏叙调的演奏记号为“筋疲力尽”。金德曼把“哀歌”中的“世俗痛苦”与赋格所含“慰藉和内向力量”对比，但托维认为这种对比还不足以引出结尾。罗森认为g小和弦这一导音之上的和弦令咏叙调与“筋疲力尽”意境相符，托维称第二段咏叙调时断时续的节奏仿佛“哭诉”。
如同第二乐章尾声时那样，咏叙调突然转为大调，以反复弹奏、力度渐强的G大和弦结束，引出第二段赋格，布伦德尔认为此段颇显虚幻。此赋格的主题为第一段赋格主题的旋律倒影，调性为G大调，力度和音量逐渐增强。此段标注“再度复苏”，即“一点点逐渐恢复活力”，要求弹奏时先踩弱音踏板压制琴音。三声部全部进入后，低音声部奏响第一段赋格主题，但长音切换成连续的短音，时值缩短一半，重音位置也有所变化；高音声部亦重复相同主题，但各音符时值延长一倍。之后，低音声部切入延长的第一段赋格主题，调性转为c小调，以E♭音收尾。演奏记号要求弹奏低音声部主题时逐渐松开弱音踏板。接下来一段速度转慢，各声部开始演奏音符时值缩短至原先四分之一且有删减的第一段赋格主题及其旋律倒影，间以托维称宛如“火焰”的背景动机。随后，赋格对题逐渐模糊难辨，乐章进入最后一段。布伦德尔指出，乐章终段仿佛是摆脱了复调音乐的束缚一般。托维把该段称为“总结”，兴高采烈的风格尽显。全曲以四小节主和弦及其琶音收束。
马修斯认为，第二段赋格很容易让人产生“大病或绝望后恢复信心”的感受，贝多芬晚期的其他作品也有类似主旨，布伦德尔用这段赋格同《贝多芬13号弦乐四重奏》的第五乐章“短抒情曲”对比。马丁·库珀认为尾声“激情四射”，“英雄气息十足”，而且经过咏叙调的哀挽、赋格的“光明真理”洗礼，这样的尾声丝毫不会显得格格不入。罗森指出，本乐章开创音乐史新篇章，令对位法和赋格等“学院派”技巧与音乐的“戏剧性”交融；在他看来，贝多芬不单是用本作象征、代表生命回归，更能令听众真切感受个中过程。

## 反响
贝多芬从19世纪10年代起已赢得同代乐评人普遍认可，大部分作品一经发布就广受赞誉。1822年10月的匿名评论赞扬31号奏鸣曲“品质超凡”，反复向作曲家致谢。1824年《音乐广讯报》发表作品109至111号奏鸣曲集的匿名评论，称反对贝多芬作品的声浪即便偶有响起也很快烟消云散。文中还称，贝多芬的艺术作品往往一经问世便青史留名。
阿道夫·伯恩哈德·马克思1824年3月发文称赞31号钢琴奏鸣曲，特别是第三乐章的赋格，值得与巴赫、亨德尔最深刻的作品放在一起研究。安东·辛德勒1860年为贝多芬立传，称这段赋格“不难演奏，但却充满魅力与美感”。金德曼也有类似看法，称赞赋格主题如精心锤炼的习语般令人赞叹。
1909年赫尔曼·韦泽尔撰文指出，31号奏鸣曲“没有任何多余音符，没有任何段落……能随意打发，没有任何琐碎摆设”。马丁·库珀1970年称，贝多芬最后五首钢琴奏鸣曲以作品110号最常奏响。
乔纳森·比斯2020年举办贝多芬作品109至111号奏鸣曲线上音乐会，节目说明指出，贝多芬的另外31首钢琴奏鸣曲都不及作品110号情感丰富，从彻底绝望转变到极度振奋……作品表达如此丰富的情感，内容又如此紧凑，简直让人不敢相信，开头的哲学理念足以充当作品主旨，渗入乐曲每个瞬间，在最后达到顶峰。

## 录音
1932年1月21日，阿圖爾·施納貝爾在伦敦阿比路录音室录制作品110号奏鸣曲，与其他曲目组成史上第一套贝多芬钢琴奏鸣曲完整录音，作品110号还是全套录音的第一首。《新格罗夫音乐与音乐家辞典》指出，迈拉·赫斯1953年的本作录音品质在她生平录音名列前茅。古尔德1956年录制贝多芬最后三首钢琴奏鸣曲，他还在1963年3月4日的广播探讨并演奏作品110号第三乐章。其他包含本作的贝多芬钢琴奏鸣曲合集包括：威廉·肯普夫1951年录音，克劳迪奥·阿劳1965年录音，布伦德尔1973年录音，毛里齊奧·波利尼1975年录音，丹尼尔·巴伦博伊姆1984年录音，伊戈尔·勒维特2019年录音。

## 脚注
1. ↑  Sonneck 1927，第301頁.
2. ↑  Thayer 1970，第734頁.
3. ↑  Thayer 1970，第762頁.
4. ↑  Cooper 2008，第304–305頁.
5. ↑  Cooper 2008，第306–307頁.
6. ↑  Thayer 1970，第776–777頁.
7. ↑  Cooper 2008，第305頁.
8. 1 2  Tyson 1963，第184–185頁.
9. ↑  Tyson 1977，第25–26頁.
10. 1 2  Cooper 2008，第308頁.
11. ↑  Cooper 1970，第196頁.
12. ↑  Thayer 1970，第781頁.
13. ↑  Thayer 1970，第861頁.
14. ↑  Sonneck 1927，第307頁.
15. ↑  Cooper 2008，第311頁.
16. 1 2  Biss 2020.
17. ↑  Brendel 1991，第69頁.
18. ↑  Cooper 2008，第309頁.
19. ↑  Tovey 1976，第271頁.
20. ↑  Matthews 1986，第52頁.
21. 1 2  Rosen 2002，第236頁.
22. ↑  Rosen 2002，第235頁.
23. ↑  Tovey 1976，第271–272頁.
24. ↑  Tovey 1976，第272頁.
25. 1 2 3 4  Matthews 1986，第53頁.
26. ↑  Tovey 1976，第273頁.
27. ↑  Tovey 1976，第273–274頁.
28. ↑  Tovey 1976，第274–275頁.
29. 1 2 3 4 5 6  Kinderman 2013，第81頁.
30. ↑  Cooper 1970，第190–191頁.
31. ↑  Tovey 1976，第275–276頁.
32. ↑  Tovey 1976，第277頁.
33. ↑  Brendel 1991，第69–70頁.
34. ↑  Cooper 1970，第191頁.
35. 1 2 3  Rosen 2002，第238頁.
36. 1 2 3  Tovey 1976，第281頁.
37. ↑  Cooper 1970，第192頁.
38. 1 2  Tovey 1976，第280–281頁.
39. 1 2 3 4  Brendel 1991，第70頁.
40. ↑  Budden et al. 2001.
41. ↑  Kinderman 2013，第80–81頁.
42. 1 2  Gould 2018.
43. 1 2 3 4  Kinderman 2013，第82頁.
44. 1 2  Tovey 1976，第283頁.
45. 1 2 3  Matthews 1986，第54頁.
46. ↑  Rosen 2002，第239頁.
47. ↑  Tovey 1976，第284頁.
48. 1 2 3  Rosen 2002，第240頁.
49. ↑  Tovey 1976，第284–285頁.
50. ↑  Rosen 2002，第241頁.
51. ↑  Tovey 1976，第285–286頁.
52. ↑  Tovey 1976，第286–287頁.
53. ↑  Tovey 1976，第287頁.
54. ↑  Cooper 1970，第195頁.
55. 1 2  Wallace 2001，第4–5頁.
56. ↑  Wallace 2020，第55頁.
57. ↑  Wallace 2020，第56–59頁.
58. ↑  Schindler 1972，第214頁.
59. ↑  Cooper 1970，第187頁.
60. ↑  Bloesch 1986，第80頁.
61. ↑  Hess 2013.
62. ↑  Morrison 2001.
63. ↑  Gould 1956.
64. ↑  Kempff 1995.
65. ↑  Arrau 1998.
66. ↑  Brendel 2011.
67. ↑  Pollini 2014.
68. ↑  Barenboim 1999.
69. ↑  Levit 2019.

### 书籍
- Brendel, Alfred. . New York: Farrar, Straus and Giroux. 1991  [2021-09-26]. ISBN 0-37452-331-2.
- Cooper, Barry. . The Master Musicians. Oxford: Oxford University Press. 2008. ISBN 978-0-19-531331-4.
- Cooper, Martin. . London: Oxford University Press. 1970  [2021-09-26]. ISBN 0-19-315310-6.
- Kinderman, William. . R. Larry Todd  (编). . New York: Routledge. 2013: 55–96. ISBN 978-1-13673-128-0.
- Matthews, Denis. . London: BBC Publications. 1986. ISBN 0-563-20510-5.
- Rosen, Charles. . New Haven & London: Yale University Press. 2002. ISBN 0-300-09070-6.
- Schindler, Anton. MacArdle, Donald W. , 编. . 由Jolly, Constance S.翻译. New York: W. W. Norton and Company, Inc. 1972 [1860]  [2021-09-26]. ISBN 0-393-00638-7.
- Thayer, Alexander Wheelock. Forbes, Elliot , 编. . Princeton: Princeton University Press. 1970  [2021-09-26]. ISBN 0-691-02702-1.
- Tovey, Donald Francis.  revised. New York: AMS Press. 1976 [1931]  [2021-09-26]. ISBN 0-40413-117-4.
- Tyson, Alan. . Oxford: Oxford University Press. 1977. ISBN 0-19-315315-7.
- Wallace, Robin. . Senner, Wayne M.  (编). . 由Wallace, Robin翻译. Lincoln & London: University of Nebraska Press. 2001. ISBN 0-8032-1251-8.
- Wallace, Robin (编).  (PDF). 由Wallace, Robin翻译. Boston: Center for Beethoven Research, Boston University. 2020  [2021-09-26]. ISBN 978-1-73489-4820. （原始内容存档 (PDF)于2021-08-23）.

### 其他文献
- Biss, Jonathan.  (PDF). 2020  [2021-09-26]. （原始内容存档 (PDF)于2020-09-03）. Program notes for . 92Y. 2020-03-26  [2021-09-26]. （原始内容存档于2021-05-26）.
- Bloesch, David.  (PDF). Association for Recorded Sound Collections Journal. 1986, 18 (1–3): 33–143  [2021-09-26]. （原始内容存档 (PDF)于2021-09-13）.
- Budden, Julian; Carter, Tim; McClymonds, Marita P.; Murata, Margaret; Westrup, Jack. . Grove Music Online. Oxford University Press. 2001  [2021-09-26]. （原始内容存档于2022-04-22）.
- Gould, Glenn.  (Video). The Glenn Gould Estate.  事件发生在 0:50 to 2:10. 2018-04-06 [1963-03-04]  [2021-09-26]. （原始内容存档于2021-08-11）.
- Morrison, Bryce. . Grove Music Online. Oxford University Press. 2001  [2021-09-26]. （原始内容存档于2022-05-03）.
- Sonneck, Oscar G. . The Musical Quarterly (Oxford University Press). 1927, 13 (2): 294–316. JSTOR 738414.
- Tyson, Alan. . Acta Musicologica (International Musicological Society). 1963, 35 (4): 182–191. JSTOR 932536. doi:10.2307/932536.

### 录音
- Arrau, Claudio.  (Recording). Philips Classics Records. 1998  [2021-09-26]. （原始内容存档于2021-08-11） –Presto Music.
- Barenboim, Daniel.  (Recording). Deutsche Grammophon. 1999  [2021-09-26]. （原始内容存档于2021-08-11） –Presto Music.
- Brendel, Alfred.  (Recording). Decca Records. 2011  [2021-09-26]. （原始内容存档于2021-08-11） –Presto Music.
- Gould, Glenn.  (Recording). Naxos Records. 1956  [2021-09-26]. （原始内容存档于2021-08-11）.
- Hess, Myra.  (Recording). Appian Publications & Recordings. 2013  [2021-09-26]. （原始内容存档于2021-09-06） –Presto Music.
- Kempff, Wilhelm.  (Recording). Deutsche Grammophon. 1995  [2021-09-27]. （原始内容存档于2021-08-11） –Presto Music.
- Levit, Igor.  (Recording). Sony Classical Records. 2019  [2021-09-27]. （原始内容存档于2021-09-06） –Presto Music.
- Pollini, Maurizio.  (Recording). Deutsche Grammophon. 2014  [2021-09-27]. （原始内容存档于2021-08-11） –Presto Music.

## 扩展阅读
- Greenberg, Robert. . Chantilly: The Teaching Company. 2005. ISBN 978-1-59803-0143.
- Schenker, Heinrich. Rothgeb, John , 编. . 由Rothgeb, John翻译. New York: Oxford University Press. 2015. ISBN 978-0-19-991422-7. doi:10.1093/acprof:oso/9780199914227.001.0001.